# Бердянский краеведческий музей
Бердянский краеведческий музей — краеведческий музей в городе Бердянск, расположенный по адресу: проспект Победы, дом № 14.

## История
Музей основан в 1929 году в здании бывшей городской управы.
В годы Великой Отечественной войны дом был разрушен, часть экспонатов погибла, а часть была эвакуирована. В 1944 году после освобождения города ВС Союза ССР от оккупантов музей возобновляет свою работу в выделенном здании, расположенном в парке имени П. П. Шмидта. В 1958 году музей переведен в новое здание по адресу проспект Победы, дом № 14, где он находится до сих пор.
В 1977—1978 годах в музее был проведён капитальный ремонт с реконструкцией, полной реэкспозицией, в процессе которого был достроен один экспозиционный зал, кабинет научных сотрудников и касса. Краеведческий музей занимает первый этаж трёхэтажного жилого дома по проспекту Победы, дом № 14. В 1983 году для сохранения фондов было выделено помещение по проспекту Труда, дом № 47, которое было расширено.

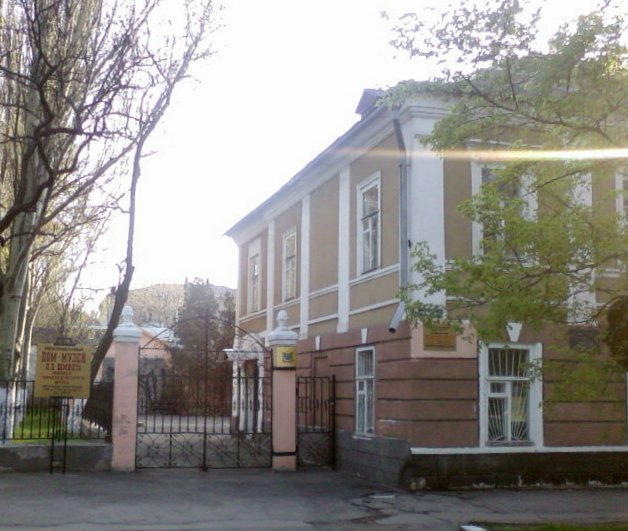
Музей Шмидта

В 1980 году открыт филиал краеведческого музея — мемориальный дом-музей П. П. Шмидта (ул. Шмидта, дом № 8), в 1985 году — музей «Подвиг», где развёрнуты экспозиции, посвящённые Великой Отечественной войне. Решением исполкома № 477 от 21 августа 2003 года создан новый филиал — «Музей истории Бердянска» площадью 557 м² по адресу улица Дюмина, дом № 15 (открыт 17 сентября 2005 года).

## Экспозиции
В краеведческом музее и мемориальном доме-музее П. П. Шмидта действуют экспозиции под открытым небом.
На учёте и хранении находятся 44 573 единиц музейных предметов основного фонда, 24 307 единиц научно-вспомогательного фонда.

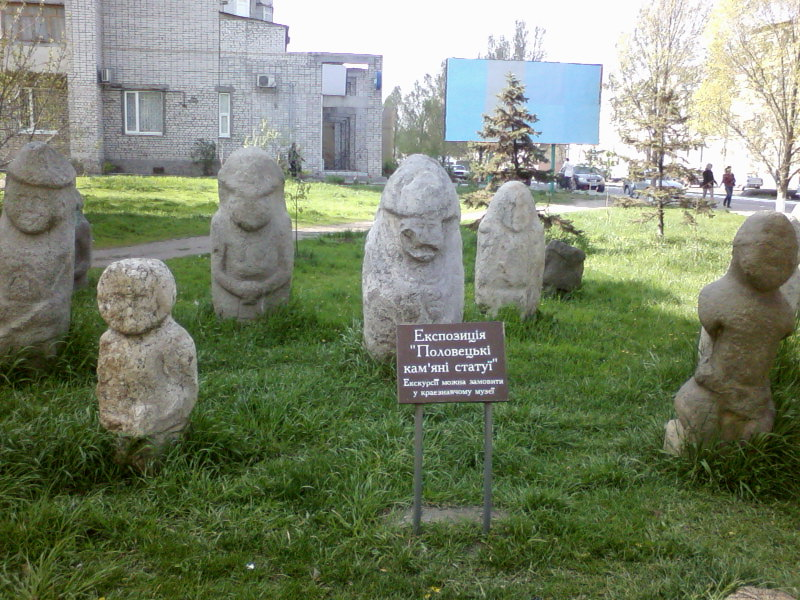
Половецкие бабы

Коллекция насчитывает 11 групп хранения — от археологии до периода современности. Музей обладает большой коллекцией Половецких каменных баб и некоторые экспонаты скифского периода IV века до н. э.
Экспозиция краеведческого музея состоит из отделов: досоветского, советского, современности, природы края и выставочного зала. В выставочном зале действуют постоянные выставки, посвящённые украинским поэтам, писателям, этнографам — Трофиму Зеньковскому и Василию Кравченко.
Большая работа проводится по возрождению украинских национальных традиций — создана экспозиция «Интерьер украинской крестьянской хаты XIX в.», в которой проходят музейные спектакли по народным и религиозным календарём.
Ежегодно научные сотрудники разрабатывают новые обзорно-тематические экскурсии и лекции, уроки-экскурсии. Разработана и проводится пешеходная экскурсия по городу.
Многонациональность города отражена в тематических экспозициях: «Греки в Бердянске», «Болгары в Таврии», «История и современность» и другие. Экскурсии проводятся на трёх языках: украинском, русском и болгарском.
Инновационность музея проявляется в разных формах работы — это музейные спектакли, передвижные выставки в сопровождении экскурсий, историко-музыкальные программы, телевизионные экскурсии по истории города.